# 歌のゴールデンショー
『歌のゴールデンショー』（うたのゴールデンショー）は、1966年1月4日から同年5月30日までフジテレビ系列局で放送されていたフジテレビ製作の歌謡バラエティ番組である。渡辺製菓の一社提供で、同社の名を冠した『渡辺 歌のゴールデンショー』（わたなべ - ）が正式名称になっている。

## 概要
藤村有弘となべおさみと南利明がトリオを組み、番組ホステスの田代美代子とともに歌と笑いのショーを繰り広げていた番組。初回は「前夜祭」と題して行われた。

## 放送時間
いずれも日本標準時。
- 火曜 19:30 - 20:00 （1966年1月4日 - 1966年3月29日）
- 月曜 19:00 - 19:30 （1966年4月4日 - 1966年5月30日）

## 出演者

### 司会
- 藤村有弘
- なべおさみ
- 南利明

### ホステス
- 田代美代子

### その他の主な出演者
- 橋幸夫
- 三沢あけみ
- フランク永井
- 榎本美佐江
- 和田弘とマヒナスターズ
- 三田明
- ほか

## 参考資料
- 毎日新聞縮刷版[どれ?]

| フジテレビ系列 火曜19:30枠                                                                                      | フジテレビ系列 火曜19:30枠                                 | フジテレビ系列 火曜19:30枠                                   |
| 前番組 | 番組名                                                     | 次番組                                                       |
| --- | ---------------------------------------------------------- | ------------------------------------------------------------ |
| 日清ちびっこのどじまん （1965年7月27日 - 1965年10月26日） 【金曜19:30枠へ移動】 ↓ お茶目なカレン 【つなぎ番組】 | 渡辺 歌のゴールデンショー （1966年1月4日 - 1966年3月29日） | まんがシンチョー （1966年4月5日 - 1966年8月30日）            |
| フジテレビ系列 月曜19:00枠                                                                                      |                                                            |                                                              |
| 平凡 歌のバースデーショー（第2期） （1965年1月4日 - 1966年3月28日）                                             | 渡辺 歌のゴールデンショー （1966年4月4日 - 1966年5月30日） | わんぱくフリッパー（第1期） （1966年6月6日 - 1967年3月27日） |